# 도쿄도 교통국 12-000형 전동차
도쿄 도 교통국 12-000형 전동차(일본어: 東京都交通局12-000形電車)는 1991년부터 운행하고 있는 도쿄 도 교통국 도영 지하철 오에도 선의 전동차이다.
1986년에 시작차가 완성되고, 각종 시험을 실시했지만 차량으로 준공없이 끝났다. 이후의 1990년에 양산차로 현재의 12-000형이 제작했다.
이 항목은, 시작차에 대해서도 기술한다.

## 형성
| 명칭 | M2c    | M1     | M2     | M1     | M1     | M2     | M1     | M2c    |
| 번호 | 12-xx1 | 12-xx2 | 12-xx3 | 12-xx4 | 12-xx5 | 12-xx6 | 12-xx7 | 12-xx8 |

## 차내 사진

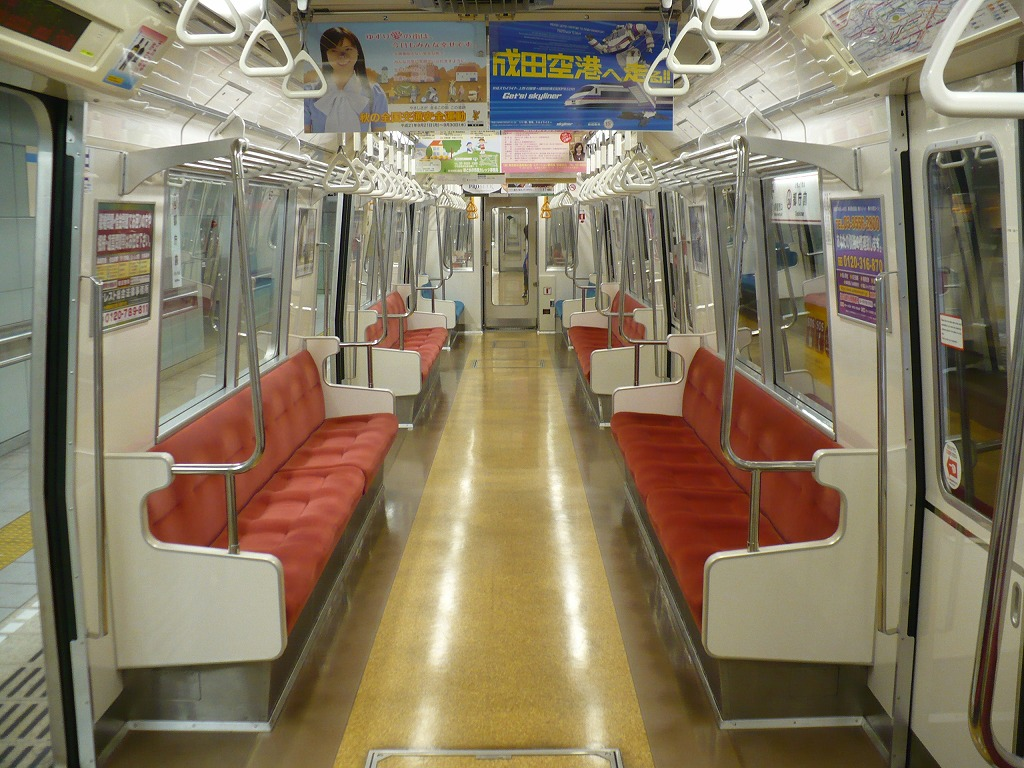
실내의 모습
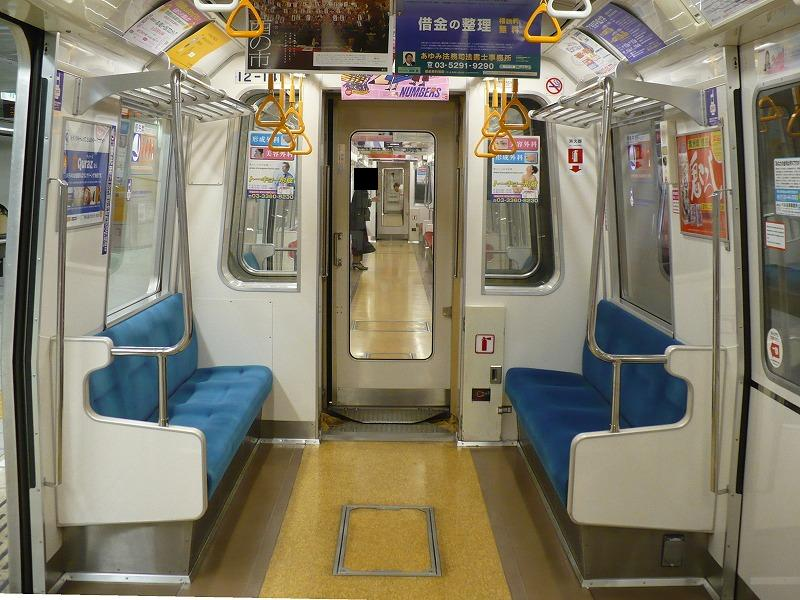
실내의 우선석

## 같이 보기
- 도쿄 도 교통국 12-600형 전동차 - 12-000형의 후계 차량
- E5000형